# Aparallactus turneri
Espèce
Statut de conservation UICN

 LC  : Préoccupation mineure
Aparallactus turneri est une espèce de serpents de la famille des Lamprophiidae.

## Répartition
Cette espèce vit au Kenya (régions côtières) et en Tanzanie (Région de Tanga).

## Description
L'holotype de Aparallactus turneri mesure 175 mm dont 35 mm pour la queue. C'est un serpent venimeux.

## Étymologie
Cette espèce est nommée en l'honneur de H. J Allen Turner qui a collecté le premier spécimen.

## Publication originale
- Loveridge, 1935 : Scientific results of an expedition to rain forest regions in eastern Africa. I. New reptiles and amphibians from East Africa. Bulletin of the Museum of Comparative Zoology. Cambridge, Massachusetts, vol. 79, p. 3-19 (texte intégral).